# کمونیسم جهانی
کمونیسم جهانی (انگلیسی: World communism)یا کمونیسم بین‌الملل یا انترناسیونال کمونیسم نوعی از کمونیسم است که در حوزهٔ بین‌المللی فعال است. هدف بلند مدت کمونیسم جهانی رسیدن به یک جامعه کمونیستی در سطح جهان است که بی دولت است (فاقد هر گونه دولت است), که ممکن است از طریق یک هدف میان مدت پیوند داوطلبانهٔ کشور مستقل (یک ائتلاف جهانی) یا یک حکومت جهانی (یک دولت واحد در سطح جهان) تحقق یابد. مجموعه‌ای از انترناسیونال‌ها در جهت کمونیسم جهانی فعالیت کرده‌اند؛ از جمله بین‌الملل اول، بین‌الملل دوم، بین‌الملل سوم (کمینترن یا کمینترن), بین‌الملل چهارم، جنبش انقلابی انترناسیونالیستی، جنبش جهانی سوسیالیستی، و گونه‌های دیگر. این گروه با وجود هدف غایی یک جامعهٔ کمونیستی جهانی و بی دولت کاملاً ناهمگونند.
پایان جنگ سرد، که باعث انقلاب‌های ۱۹۸۹ و فروپاشی اتحاد جماهیر شوروی شد، غالباً به سقوط کمونیسم مشهور است، و اجماع گسترده‌ای از آن زمان این است که کمونیسم بین‌الملل نامحتمل است. به هر روی، کمونیست‌های انترناسیونال همچنان در دسته‌های مائوئیسم، کمونیست‌های چپ، برخی کمونیست‌های روسیهٔ امروزی و غیره باقی مانده‌اند.